# Michail Walentinowitsch Schachowskoi-Glebow-Streschnew

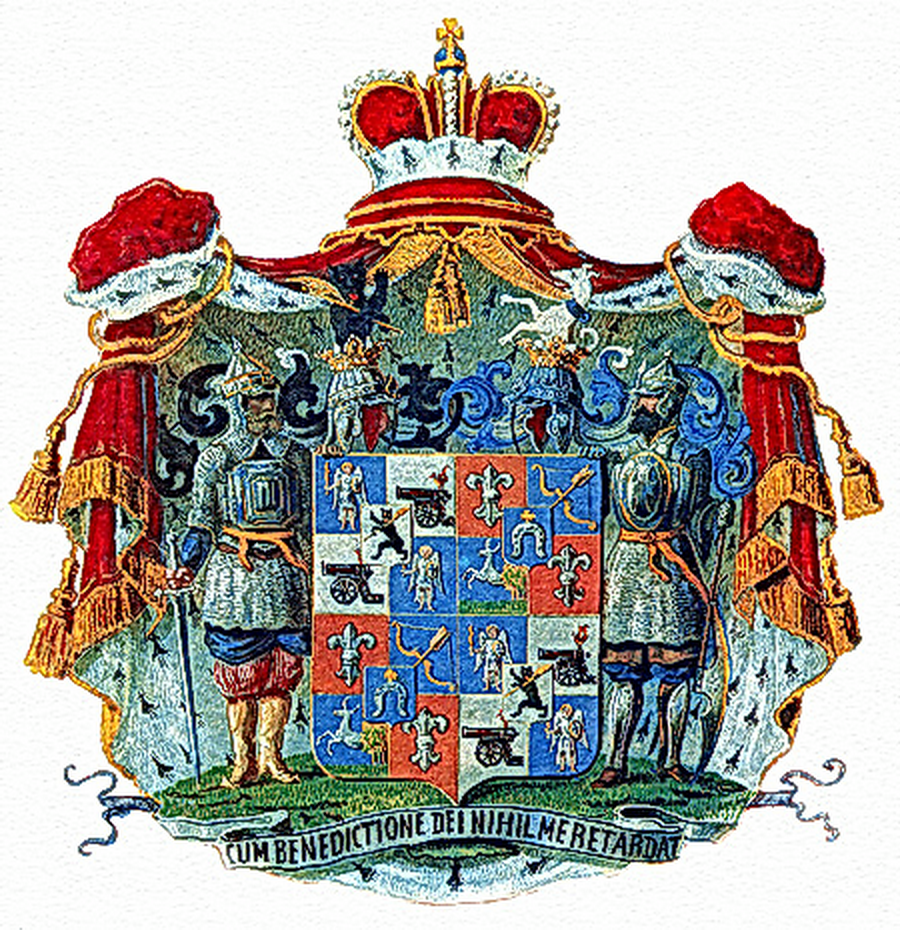
1865 vereinigtes fürstliches Wappen Schachowskoi-Glebow-Streschnew

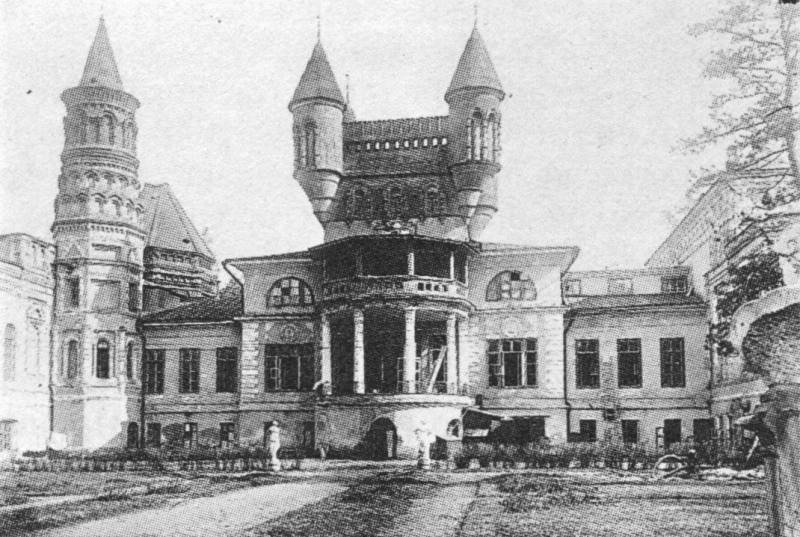
Herrenhaus Pokrow-Streschnew bei Moskau (um 1920)

Fürst Michail Walentinowitsch Schachowskoi-Glebow-Streschnew (russisch Шаховской-Глебов-Стрешнев, Михаил Валентинович; * 10. Septemberjul. / 22. September 1836greg. in Moskau; † 21. Januarjul. / 2. Februar 1892greg. in Aachen) war ein russischer Generalleutnant und Gouverneur.

## Leben

### Herkunft und Familie
Michail Walentinowitsch Schachowskoi-Glebow-Streschnew war ein Fürst aus dem Rurikiden-Geschlecht der Schachowskoi. Seine Eltern waren Fürst Valentin Michailowitsch Schachowskoi (1801–1850) und Elisabeta Michailowna, geborene Muchanowa (1803–1836). Er vermählte sich 1862 mit Eugenie von Brevern († 1924 in Paris), einer Tochter des russischen Generalmajors Ferdinand von Brevern (1802–1882) und der Natalia Petrowna Glebowa-Streschnewa (1804–1850). Er erwirkte 1865 eine Namens- und Wappenvereinigung Schachowskoi-Glebow-Streschnew. Die Ehe blieb kinderlos.

### Werdegang
Schachowskoi bestritt er eine Offizierslaufbahn in der Kaiserlich Russischen Armee. Er besuchte als 17-Jähriger die Nikolai-Kavallerieschule in St. Petersburg und avancierte 1855 zum Kornett im Leib-Regiment. Von 1857 bis 1859 besuchte er die Akademie des Generalstabs und war dann mehr als zehn Jahre im Generalstab tätig.
Im Jahr 1869 wurde Schachowskoi zum Stabschef des Rigaer Militärbezirks ernannt. Von 1870 bis 1875 war er Gouverneur in Estland und stieg zu Beginn in dieser Stellung zu Generalmajor auf. 1875 wurde er in das Ehrencorps der Estländischen Ritterschaft aufgenommen. Ebenfalls noch im Jahr 1875 wurde er dem Innenministerium zugeteilt und im Folgejahr zum Gouverneur von Tambow ernannt. Auf dieser Stellung blieb er drei Jahre.
1879 wurde er in Moskau mit der Verwaltung des Nachlasses Kaiserin Marias beauftragt. Sein Lebensmittelpunkt war fortan Moskau. 1881 erhielt er seine Beförderung zum Generalleutnant. Er war zuletzt (1890) auch Generaladjutant des Kaisers und Kommandeur des 11. Armeekorps.
Schachowskoi besaß einige Landgüter im Gouvernement Moskau und in San Donato bei Florenz. Er war Träger des St.-Anna-Ordens I. Klasse, Orden vom Weißen Adler, des St.-Stanislaus-Orden I. Klasse und des St.-Wladimir-Ordens II. Klasse.
Gegen Ende 1891 begab er sich zur Behandlung einer anhaltenden Erkrankung nach Aachen, von wo er nicht zurückkehrte.
Schachowskoi-Glebow-Streschnew wurde auf dem Russischen Friedhof auf dem Neroberg in Wiesbaden begraben.